# Gomphrena humilis
Gomphrena humilis är en amarantväxtart som beskrevs av Robert Brown. Gomphrena humilis ingår i släktet klotamaranter, och familjen amarantväxter. Inga underarter finns listade i Catalogue of Life.